# Kammarbergens naturreservat
Kammarbergens naturreservat är ett naturreservat i Finspångs kommun i Östergötlands län.
Området är naturskyddat sedan 2022 och är 53 hektar stort. Reservatet ligger på en udde i Vägsjön och består av gamla tallar och granar.